# Divizia B 1939-1940
1939-1940 Divizia B a fost al șaselea sezon al celui de-al doilea nivel al sistemului de ligi ale fotbalului românesc.
Formatul a fost menținut, patru serii de 10 echipe. Câștigătorii seriei trebuiau să promoveze în Divizia A, dar câștigătorii serii a 3-a și a 4-a nu au fost promovați din diferite motive. De asemenea, locurile 3 și 4 din prima serie și locul șase din seria a doua au fost promovate pentru a ocupa locurile vacante din Divizia A.

## Schimbări de echipe
| În Divizia B Promovate din campionatele districtuale Astra-Metrom Brașov CFR Turnu Severin Cimentul Turda Electrica Timișoara Feroemail Ploiești Maccabi Chișinău Mica Brad Muncitorul Cernăuți Oltul Sfântu Gheorghe Sparta Mediaș SS Doc Galați SSM Reșița Retrogradate din Divizia A Chinezul Timișoara Tricolor Ploiești Gloria Arad | Din Divizia B Retrogradate în campionatele districtuale CFR Brașov Luceafărul București Hatmanul Luca Arbore Radăuți Unirea MV Alba Iulia SG Sibiu Mociornița Colțea București Jahn Cernăuți Șoimii Sibiu Tricolor Baia Mare Promovate în Divizia A CAM Timișoara Unirea Tricolor București Gloria CFR Galați |

### Echipe redenumite
Dacia Unirea Brăila a fost redenumită FC Brăila.
Monopol Târgu Mureș a fost redenumit CS Târgu Mureș.
Sporting Chișinău a fost redenumit Nistru Chișinău.

### Echipe descalificate
Mihai Viteazul Chișinău și Textila Moldova Iași au fost descalificate.

### Alte echipe
Craiovan Craiova și Rovine Grivița Craiova au fuzionat, noua echipă formată a fost numită FC Craiova.

## Localizarea echipelor
- Seria I - punct rosu, Seria II - punct albastru, Seria III - punct verde, Seria IV - punct gri.

## Clasamentele ligii

### Seria I
| Loc | Echipa                  | MJ | V  | E | Î  | GM | GP | DG  | Pct | Promovare sau retrogradare |
| --- | ----------------------- | -- | -- | - | -- | -- | -- | --- | --- | -------------------------- |
| 1   | Ploiești (C, P)         | 18 | 13 | 2 | 3  | 68 | 15 | +53 | 28  | Promovare în Divizia A     |
| 2   | Mureșul Târgu Mureș     | 18 | 12 | 2 | 4  | 56 | 26 | +30 | 26  |                            |
| 3   | Craiova (P)             | 18 | 12 | 2 | 4  | 41 | 22 | +19 | 26  | Promovare în Divizia A     |
| 4   | Brăila (P)              | 18 | 11 | 4 | 3  | 39 | 23 | +16 | 26  | Promovare în Divizia A     |
| 5   | CA Oradea               | 18 | 11 | 1 | 6  | 50 | 36 | +14 | 23  |                            |
| 6   | Constanța               | 18 | 6  | 0 | 12 | 35 | 51 | −16 | 12  |                            |
| 7   | Dragoș Vodă Cernăuți    | 18 | 5  | 2 | 11 | 27 | 44 | −17 | 12  |                            |
| 8   | Nistru Chișinău         | 18 | 5  | 2 | 11 | 28 | 49 | −21 | 12  |                            |
| 9   | Astra-Metrom Brașov (R) | 18 | 2  | 3 | 13 | 17 | 51 | −34 | 7   | Retrogradare în Divizia C  |
| 10  | Victoria CFR Iași (R)   | 18 | 0  | 0 | 18 | 3  | 71 | −68 | 0   | Retrogradare în Divizia C  |

### Seria II
| Loc | Echipa                 | MJ | V  | E | Î  | GM | GP | DG  | Pct | Promovare sau retrogradare |
| --- | ---------------------- | -- | -- | - | -- | -- | -- | --- | --- | -------------------------- |
| 1   | Mica Brad (C, P)       | 18 | 13 | 1 | 4  | 45 | 19 | +26 | 27  | Promovare în Divizia A     |
| 2   | Minerul Lupeni         | 18 | 11 | 2 | 5  | 27 | 16 | +11 | 24  |                            |
| 3   | Electrica Timișoara    | 18 | 11 | 1 | 6  | 31 | 26 | +5  | 23  |                            |
| 4   | Chinezul Timișoara     | 18 | 10 | 0 | 8  | 39 | 34 | +5  | 20  |                            |
| 5   | Vulturii Textila Lugoj | 18 | 9  | 2 | 7  | 26 | 25 | +1  | 20  |                            |
| 6   | Gloria Arad (P)        | 18 | 8  | 4 | 6  | 45 | 32 | +13 | 20  | Promovare în Divizia A     |
| 7   | Jiul Petroșani         | 18 | 7  | 4 | 7  | 31 | 22 | +9  | 18  |                            |
| 8   | CFR Turnu Severin      | 18 | 7  | 1 | 10 | 23 | 37 | −14 | 15  |                            |
| 9   | CFR Simeria            | 18 | 3  | 3 | 12 | 13 | 30 | −17 | 9   |                            |
| 10  | Sparta Mediaș (R)      | 18 | 1  | 2 | 15 | 10 | 49 | −39 | 4   | Retrogradare în Divizia C  |

### Seria III
| Loc | Echipa                 | MJ | V  | E | Î  | GM | GP | DG  | Pct | Promovare sau retrogradare |
| --- | ---------------------- | -- | -- | - | -- | -- | -- | --- | --- | -------------------------- |
| 1   | Crișana Oradea (C)     | 18 | 14 | 3 | 1  | 52 | 12 | +40 | 31  | Promovare în Divizia A     |
| 2   | Universitatea Cluj (P) | 18 | 14 | 1 | 3  | 63 | 22 | +41 | 29  | Promovare în Divizia A     |
| 3   | SSM Reșița             | 18 | 11 | 1 | 6  | 41 | 19 | +22 | 23  |                            |
| 4   | Oltul Sfântu Gheorghe  | 18 | 8  | 6 | 4  | 37 | 17 | +20 | 22  |                            |
| 5   | IS Câmpia Turzii       | 18 | 8  | 3 | 7  | 35 | 28 | +7  | 19  |                            |
| 6   | Cimentul Turda         | 18 | 7  | 3 | 8  | 34 | 36 | −2  | 17  |                            |
| 7   | Stăruința Oradea       | 18 | 6  | 2 | 10 | 25 | 40 | −15 | 14  |                            |
| 8   | Olimpia CFR Satu Mare  | 18 | 6  | 1 | 11 | 27 | 44 | −17 | 13  |                            |
| 9   | CS Târgu Mureș         | 18 | 4  | 4 | 10 | 21 | 46 | −25 | 12  |                            |
| 10  | Victoria Carei (R)     | 18 | 0  | 0 | 18 | 5  | 76 | −71 | 0   | Retrogradare în Divizia C  |

1. ↑  Crișana Oradea was not promoted. On 30 August 1940 the Second Vienna Award was signed and territory of Northern Transylvania 
 was assigned from Romania to Hungary, including Oradea.
2. ↑  Universitatea Cluj was promoted instead of Crișana Oradea. Even that the Second Vienna Award regard also Cluj-Napoca in the territory 
 of Northern Transylvania, Universitatea Cluj refused to play in Hungary and relocated to Sibiu.
3. ↑  Victoria Carei withdrew at the start of the second half and lost the remaining 9 matches with 0-3.

### Seria IV
| Loc | Echipa                   | MJ | V  | E | Î  | GM | GP | DG  | Pct | Promovare sau retrogradare |
| --- | ------------------------ | -- | -- | - | -- | -- | -- | --- | --- | -------------------------- |
| 1   | Franco-Româna Brăila (C) | 18 | 15 | 2 | 1  | 69 | 20 | +49 | 32  | Promovare în Divizia A     |
| 2   | Feroemail Ploiești       | 18 | 13 | 3 | 2  | 65 | 16 | +49 | 29  |                            |
| 3   | Maccabi București        | 18 | 12 | 2 | 4  | 58 | 13 | +45 | 26  |                            |
| 4   | Prahova Ploiești         | 18 | 9  | 3 | 6  | 37 | 35 | +2  | 21  |                            |
| 5   | Dacia VA Galați          | 18 | 9  | 2 | 7  | 44 | 42 | +2  | 20  |                            |
| 6   | Maccabi Chișinău         | 18 | 7  | 2 | 9  | 30 | 42 | −12 | 16  |                            |
| 7   | Turda București          | 18 | 6  | 3 | 9  | 32 | 33 | −1  | 15  |                            |
| 8   | Muncitorul Cernăuți      | 18 | 6  | 1 | 11 | 26 | 53 | −27 | 13  |                            |
| 9   | SS Doc Galați (R)        | 18 | 3  | 0 | 15 | 19 | 70 | −51 | 6   | Retrogradare în Divizia C  |
| 10  | Traian Tighina (R)       | 18 | 1  | 0 | 17 | 9  | 65 | −56 | 2   | Retrogradare în Divizia C  |